# Конь (песня)
«Конь» («Выйду ночью в поле с конём…») — русская песня, впервые исполненная группой «Любэ» в 1994 году. Автор музыки — Игорь Матвиенко, автор текста — его давний соавтор Александр Шаганов.
Песня пользуется чрезвычайной популярностью, исполняется множеством исполнителей и приобрела характер «народной» и «застольной».

## История
По признанию Матвиенко, песня была написана для другого его продюсерского проекта — «Иванушки International», — и лишь в последний момент пришла идея переделать её для «Любэ».

…это стихи Шаганова. Но идея была моя, а Шаганов её развернул в гениальное произведение вот с такой кульминацией, с пафосом. Чисто так по-шагановски. Только он так может. А кстати, делалась она чуть ли не для «Иванушек». Там должны были быть барабаны, но потом почему-то мы из этого сделали песню для хора. А, я вспомнил, почему! Потому что, Царствие ему Небесное, покойный Анатолий Кулешов у нас работал, это он предложил. (…) Он в церкви пел… (…) Он был хормейстером и репетировал все хоровые партии. И мы решили сделать такой хор, и получилось акапелльное произведение— Игорь Игоревич Матвиенко. Интервью // Вечный Зов
По словам Николая Расторгуева, первое публичное исполнение песни состоялось на музыкальном фестивале «Звёздный прибой-94» в Севастополе, во время которого певец не смог сдержать слез. Клипом на песню можно считать соответствующий звучанию песни фрагмент фильма «Зона Любэ» (1994) по одноимённому альбому.

## Популярность
В результате проведённого в 2015 году журналом «Русский репортёр» социологического исследования, текст «Коня» занял 32-е место в хит-параде самых популярных в России стихотворных строк, опередив гимн Советского Союза, текст которого занял 39-е место в этом рейтинге.
Дмитрий Соколов-Митрич считает, что песня стала своего рода неофициальным гимном России:

В считанные годы «Конь» завоевал сумасшедшую популярность. Без особых усилий со стороны продюсера его спели десятки, а затем и сотни самых разных исполнителей. Он парализовал миллионы душ в каждом уголке планеты, где хоть немного говорят и думают по-русски. Хотя, казалось бы, ну что в этой песне такого уж этакого? Почему от неё перехватывает горло и у русского, и у татарина, и у чеченца, и украинца?
Регент хора Сретенского ставропигиального мужского монастыря Никон Жила указывает, что это — самая популярная у слушателей по всей России песня из репертуара хора.
Игорь Матвиенко считает, что главная песня в его жизни им уже написана — и это именно «Конь».

## Текст

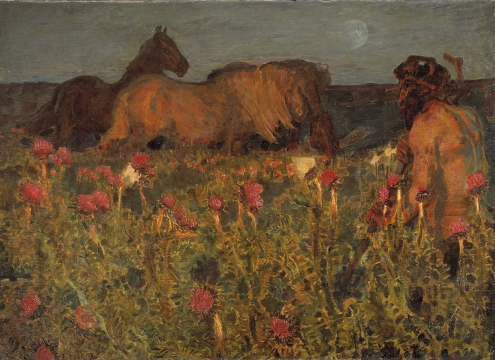
Михаил Врубель. К ночи. 1900. ГТГ

Текст использует архетипические мотивы русской лирики. Также отмечается сходство со строкой Сергея Есенина из стихотворения «Листья падают, листья падают…» «И летающих звёзд благодать» — со строкой песни «Ночью в поле звёзд благодать».
Д. В. Соколов-Митрич, пытаясь разгадать секрет её успеха, пишет: «Всё гениальное просто и необъяснимо. Возможно, дело в образе всадника — неисчерпаемом и фундаментальном для любой культуры. Человек и конь — тут и укрощённая мощь, и взаимное подчинение, и ещё много чего. Не бывает таких народов — по крайней мере в России и её ближайшем окружении, — где образ коня не был бы до предела сакрализован».
По поводу строк «Дай-ка я пойду посмотрю, / Где рождает поле зарю» он формулирует: «А вот и она — национальная идея. И снова неслыханная простота. Добраться до горизонта. Вечно идти в сторону солнца в наивной надежде его поймать. Миссия глупая и в то же время великая. Потому что не важно, есть то место или его нет. Важно, что для этой нации существует бесконечный источник задачи. Идти, скакать, мчаться навстречу рождающемуся свету, на Восток. Туда, где всё начинается и ничего не умирает. Откуда приходит новый день, новый свет, новая жизнь».

## Музыка
Песня написана в тональности ре минор. «Аккорды и ноты поступенные, четвертные, ровные и протяжные». Она «начинается без сопровождения, a capella, в народных традициях, когда начинал запевала. Мужской хор подключается постепенно, как бы издалека. Третий куплет — на тон выше, накал усиливается, эмоции захлёстывают, а заключительная фраза, в лучших традициях жанра, оставляет место для размышлений, некоторую незаконченность».